# Sonatine, mélodie mortelle (bande originale)
Pour les articles homonymes, voir mélodie (homonymie).
Pour un article plus général, voir Sonatine, mélodie mortelle.
Albums de Joe Hisaishi
Haruka Nostalgy Nausicaä de la Vallée du Vent
Sonatine, mélodie mortelle est un film de Takeshi Kitano dont la bande originale a été composée par Joe Hisaishi en 1993. Un album du film a été édité en France par Universal Music Group.

## Album
| 1.    | Sonatine I - act of violence   | 3:40 |
| 2.    | Light and darkness             | 6:49 |
| 3.    | Play on the sands              | 4:43 |
| 4.    | Rain after that                | 0:26 |
| 5.    | A on the fullmoon of mystery   | 2:28 |
| 6.    | Into a trance                  | 3:17 |
| 7.    | Sonatine II - in the beginning | 6:34 |
| 8.    | Magis mushroom                 | 2:51 |
| 9.    | Eye witnesss                   | 5:27 |
| 10.   | Runaway trip                   | 1:32 |
| 11.   | Möbius band                    | 4:46 |
| 12.   | Die out of memories            | 2:53 |
| 13.   | See you...                     | 1:58 |
| 14.   | Sonatine III - be over         | 3:47 |
| 51:21 |                                |      |